# Boende
Boende este un oraș situat în partea de nord-vest a Republicii Democrate Congo, aflat pe râul Tshuapa.
Este reședința provinciei cu nume omonim râului, Tshuapa.